# 海上運輸線
海上運輸線（英語：Sea lines of communication，縮寫為），是一個軍事戰術用語，為在港口間進行貨物運輸的海上航線，運作目的是為了貿易，物流以及維持海軍的軍事力量。海軍的責任在於維持海上運輸線的暢通，以及在戰爭狀況發生時，隨時關閉海上運輸線，進行封鎖，以斷絕敵方由海上取得物資的管道。這個名稱最早由尼古拉斯·斯皮克曼在1942年出版的《在國際政治中的美國策略》（America's Strategy in World Politics）中提出。

## 概論
海上運輸線的概念，最早來自海軍的制海權（Command of the sea）。英國海軍元帥約翰·阿巴斯諾特·費舍爾（Admiral of the Fleet Sir John Fisher）曾經提出由控制咽喉點來控制海上航線的軍事理論。